# マンガジャパン
マンガジャパンは日本のストーリー漫画家を中心とした交流団体。漫画家の駆け込み寺として漫画家の権利を守ることを目的とするほか、国際文化交流事業などの事業も行っている。1993年11月15日成立。

## 目的
- 日本のマンガ文化を世界的に発展させマンガ界の国際交流を図るとともに、日本において「マンガ博物館」の設立を目指す。
- マンガ家とマスメディアのより広い交流を促進する。
- マンガ文化に関わりたいと願う人々を支える力になることを希望する。
- さまざまな形でのマンガ文化の発信に尽力する。

## 事件

### 基金テレカ事件
2001年に発生した著作権侵害事件。マンガジャパンがチャリティー目的でテレカを制作・販売した際に、ちばてつやによる『あしたのジョー』の主人公である矢吹丈をデザインしたテレフォンカードを制作したが、製品上に「ILLUSTRATION ©CHIBA TETSUYA」と記載したことから問題化した事件。
『あしたのジョー』の著作権は漫画家であるちばてつやの他に、原作者である高森朝雄、さらには出版社である講談社も保有しているにもかかわらず、漫画家のみの著作権表示にしたことは権利の侵害であると指摘され問題化された。

## さくら出版原稿流出事件
倒産したさくら出版からの原稿流出事件に対し、漫画家の権利を守るべく声明を発表している。詳細については漫画原稿を守る会を参照。

## 東京都青少年の健全な育成に関する条例に対する反対運動
2010年、東京都が東京都青少年の健全な育成に関する条例の改正を目指した際に、表現の自由が侵害されるとして反対声明を提出している。

## 組織
- 代表：里中満智子
- 事務局長：里中満智子（兼任）
- 会計：矢口高雄